# Пушкин, Пётр Михайлович Желтоух
Пётр Михайлович Пушкин по прозвищу Желтоух (? — ум. 1 ноября 1684) — стольник (1636) и воевода.

## Биография
Представитель дворянского рода Пушкиных. Единственный сын воеводы и дворянина московского Михаила Евстафьевича Пушкина (ум. после 1638).
В 1637, 1639, 1640 и 1647 годах П. М. Пушкин вместе с другими сановниками «дневал и ночевал» на государевом дворе во время отсутствия в Москве царей Михаила Фёдоровича и Алексея Михайловича.
В 1639 году «дневал и ночевал» у гроба царевича Ивана Михайловича, а затем — царевича Василия Михайловича. В 1645—1647 годах — рында во время приёма литовских посланцев. В 1646 году во время похода из Ливен в Белгород П. М. Пушкин служил есаулом в полку под командованием боярина и воеводы, князя Никиты Ивановича Одоевского.
В 1648 году П. М. Пушкин находился в числе поезжан на первой свадьбе царя Алексея Михайловича с Марией Ильиничной Милославской. И впоследствии, пребывая на Москве, часто служил у царского стола во время торжественных обедов.
В 1648 и 1650 годах — полковой воевода во Мценске по «крымским вестям»; в 1651 году — полковой воевода в Переяславле-Рязанском. В 1653—1654 годах П. М. Пушкин находился на воеводстве в Козлове, где руководил расширением Козловского кремля. 21 июня 1653 года П. М. Пушкин доносил царю, что крымские татары приходили на р. Санпур, и что он послал в степь отряд из 70 человек под начальством боярского сына Дубовицкого, узнать по следам и остановкам, много ли татар и куда они направились. Через год он сообщал царю, что служилые козловцы разбежались из города, иные в Москву, а другие записались в солдатскую и драгунскую службу, из-за чего некому защищать земляную и деревянную крепости в случае прихода татар.
В 1655 году Пётр Михайлович Пушкин, участвуя в русско-польской войне, возглавил рейд в Ошмянский уезд, «против литовских и польских людей и побил их». В том же году он служил головой у жильцов третьей сотни, а затем — рындой при приёме царём послов германского императора и шведского короля. В 1655 году П. М. Пушкин был назначен воеводой в Смоленск, но из-за его челобитья царю на князя Б. А. Репнина, также назначенного воеводой в Смоленск, это назначение было отменено.
С 5 апреля 1656 года Пётр Михайлович Пушкин находился на воеводстве в Олонце и летом того же года, как воевода, принял участие в русско-шведской войне (1656—1661). В июне он выступил из Олонца и осадил город Корелу (Кексгольм). Местное население (карелы) поднялось на восстание против шведского владычества. При подходе под Корелу русские отряды приступили к постройке фортификационных сооружений, необходимых для осады и штурма города. Были построены «острожки» и «таборы», то есть укрепленные лагери. Вокруг них были вырыты рвы и устроены частоколы. Сил для одновременного ведения осады города и занятия районов западной Карелии было недостаточно. Несмотря на это, одновременно с осадой Корелы русские предприняли несколько рейдов вглубь Финляндии. Взяли и сожгли крепостцу Нейшлот.
Выборгский комендант К. Бурмейстер с отрядом в 1 150 человек в середине июля попытался пробиться к осажденной Кореле, но потерпел неудачу. 14 августа русские предприняли штурм Корелы, который не имел успеха. В конце августа шведский отряд в 1 600 человек, под командованием Левенгаупта, из Выборга подошел к Кореле. Шведы смогли окружить русские войска, блокировавшие осажденных. Русские укрылись в тех фортах, которые ранее ими были сооружены. Шведы безуспешно осаждали и штурмовали русских. На помощь Пушкину из-под Орешка двинулась часть полка П. И. Потёмкина. Шведы, узнав о приближении к русским подкрепления, сняли осаду и отступили. После отступления Левенгаупта из-под Корелы Пётр Пушкин возобновил осаду и продолжал её в течение трех недель. Затем начал отступление. С частью сил он двинулся на север в Сердобольский погост, где остановился, прикрывая начавшийся массовый выход карельского населения из шведских владений. Общее число карел, вошедших в русские владения, достигло 4 107 семейств. 20 октября 1656 года П. М. Пушкин вернулся в Олонец.
С декабря 1658 до марта 1659 года он присутствовал в Московском судном приказе. В 1658 году при приёме грузинского царя Теймураза I он ставил за обедом кушанья перед царём, а в следующем году, при отпуске грузинского царевича Николая Давидовича, был одним из стольников, которые ставили кушанья перед царевичем.
В 1660 году П. М. Пушкин был назначен в «украинский разряд» в Тулу вместе с князем Алексеем Ивановичем Буйносовым-Ростовским. В 1669 году он «дневал и ночевал» при гробе царевича Симеона Алексеевича.
В 1674 году судьями во Владимирский судный приказ были назначены боярин князь Алексей Андреевич Голицын и Пётр Михайлович Пушкин, а в Московский судный приказ — Иван Васильевич Бутурлин. Пушкин посчитал обидным для себя назначение Бутурлина главным судьёй в другом приказе и бил него челом Государю. В результате, за несправедливое местничество и за бесчестье Бутурлина, был «выдан ему головою». После этого Пушкин находился во Владимирском Судном Приказе сначала при князе А. А. Голицыне, а затем при М. И. Морозове. В 1675 году стольник Пётр Михайлович Пушкин значился головой четвёртой сотни, — на смотру и на выезде при встрече «кизильбашских» послов.
Погребен в Чудовом монастыре, могила утрачена.

## Семья и дети
Был женат на Марфе, дочери Фёдора Михайловича Мякинина, от брака с которой имел единственного сына:
- Михаил Петрович Пушкин (? — 1683) — стольник (1676), бездетен

## Образ в литературе
Пётр Михайлович Пушкин — один из главных героев исторического романа Виктора Кокосова «Струги на Неве», посвящённого русско-шведской войне 1656—1658 годов.